# Női CONCACAF-olimpiai selejtezőtorna
A Női CONCACAF-olimpiai selejtezőtorna (angolul: CONCACAF Women's Olympic Qualifying Tournament) egy női labdarúgó-selejtező-torna, amely az olimpiára történő kijutásról dönt. A sorozatban Észak- és Közép-Amerika, illetve a Karib-térség női válogatottjai vesznek részt.

## Eddigi eredmények
| 2004 | Costa Rica | USA | 3–2          | Mexikó | Kanada                                                                                | 4–0                                                                                   | Costa Rica                                                                            |
| 2008 | Mexikó     | USA | 1–1 (6–5 t.) | Kanada | Mexikó                                                                                | 1–0                                                                                   | Costa Rica                                                                            |
| 2012 | Kanada     | USA | 4–0          | Kanada | Mexikó és Costa Rica jutott be az elődöntőbe, a 3. helyért nem mérkőztek.             | Mexikó és Costa Rica jutott be az elődöntőbe, a 3. helyért nem mérkőztek.             | Mexikó és Costa Rica jutott be az elődöntőbe, a 3. helyért nem mérkőztek.             |
| 2016 | USA        | USA | 2–0          | Kanada | Trinidad és Tobago és Costa Rica jutott be az elődöntőbe, a 3. helyért nem mérkőztek. | Trinidad és Tobago és Costa Rica jutott be az elődöntőbe, a 3. helyért nem mérkőztek. | Trinidad és Tobago és Costa Rica jutott be az elődöntőbe, a 3. helyért nem mérkőztek. |
| 2020 | USA        | USA | 3–0          | Kanada | Costa Rica és Mexikó jutott be az elődöntőbe, a 3. helyért nem mérkőztek.             | Costa Rica és Mexikó jutott be az elődöntőbe, a 3. helyért nem mérkőztek.             | Costa Rica és Mexikó jutott be az elődöntőbe, a 3. helyért nem mérkőztek.             |